# Calanthe rubens
Calanthe rubens  es una especie de orquídea de hábito terrestre originaria  de Asia. 

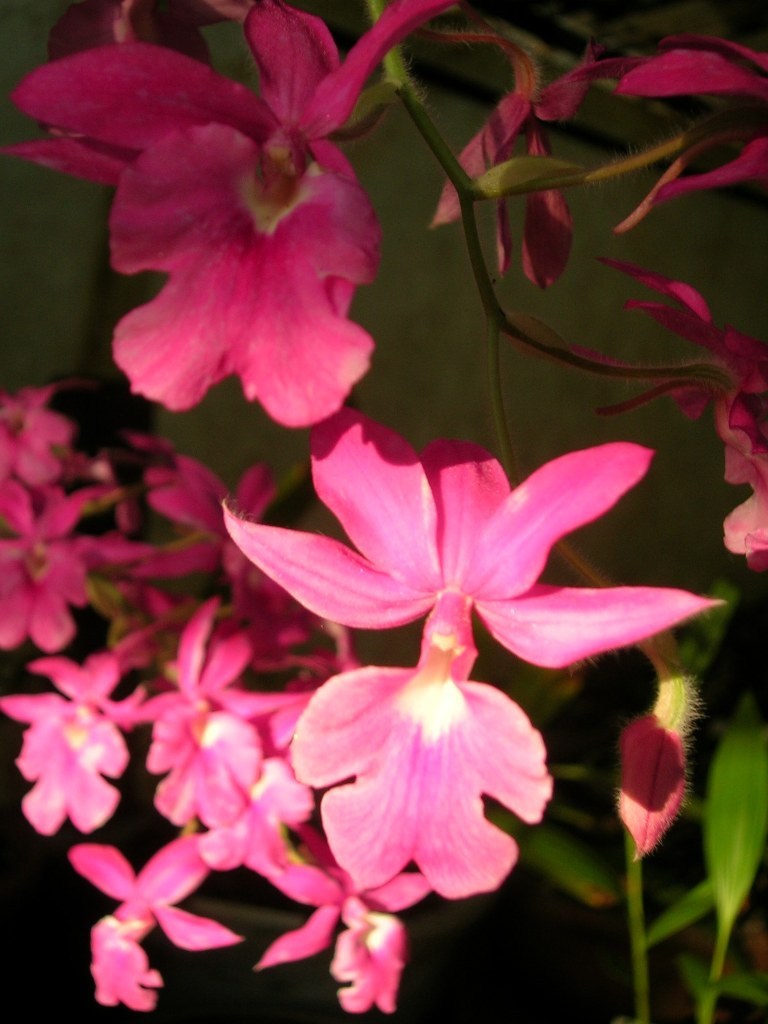
Detalle de la flor

## Descripción
Es una orquídea de tamaño mediano, con creciente hábito terrestre con 4 pseudobulbos en ángulo que se contraen hacia el ápice y llevan hojas caducas. Florece en el otoño en una inflorescencia erecta de 50 cm  de largo, pubescente. con hasta 12 flores que surgen de   pseudobulbos maduros.

## Distribución y hábitat
Se encuentra en Tailandia, Península de Malasia y Filipinas en las elevaciones alrededor de 300 metros.   

## Taxonomía
Calanthe rubens fue descrita por  Henry Nicholas Ridley y publicado en The Gardeners' Chronicle & Agricultural Gazette 1: 576. 1890.
Etimología
Ver: Calanthe
rubens epíteto latíno que significa "de color rojo".
Sinonimia
- Alismorchis rubens (Ridl.) Kuntze
- Alismorkis rubens (Ridl.) Kuntze
- Calanthe elmeri Ames
- Coelogyne rubens Ridl.
- Preptanthe rubens (Ridl.) Ridl.[1][3][4]